# Sonata per a violí núm. 18 (Mozart)
La Sonata per a violí núm. 18 en sol major, K. 301/293a, fou composta per Wolfgang Amadeus Mozart el 1778 a Mannheim (Alemanya). Va sortir publicada aquell mateix any com a part de la col·lecció l'Op. 1 de Mozart. L'obra està dedicada a la princesa Isabel Augusta, dona de Carles II Teodor de Baviera, Electora del Palatinat; per aquest motiu, les sonates que formen part de l'Op. 1 són conegudes com a «Sonates palatines». La seva interpretació sol durar uns quinze minuts.
L'obra s'estructura en dos moviments:
1. Allegro con Spirito
2. Allegro